# Comisión mixta

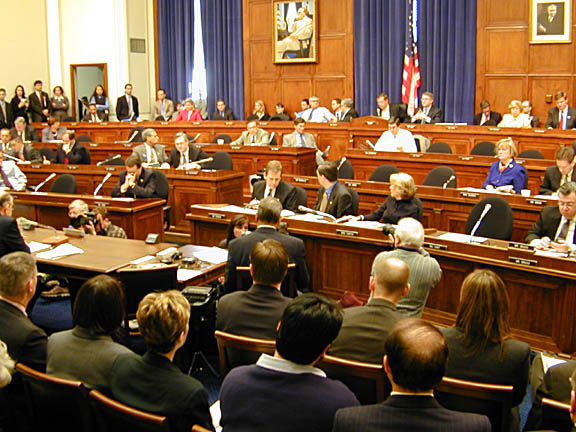
Imagen muestra una Comisión Mixta, compuesta por diferentes miembros de la misma.

Por Comisión Mixta se puede entender que:
1. Está formada por distintos funcionarios o responsables dentro de una misma institución pública (Ministerio, Ayuntamiento, Delegación territorial, etc.) pero adscritos a distintos departamentos para, de forma permanente u ocasional, preparar documentos o estudios que sirvan para la adopción de una resolución por un órgano superior.
2. Está formada por funcionarios o responsables adscritos a distintas instituciones públicas para realizar las mismas tareas y conseguir fines similares que en la anterior. Entre ellas destacan las Comisiones Mixtas ministeriales.
3. La que se crea entre distintas administraciones públicas para la resolución de conflictos de orden jurisdiccional o de competencias. Destacan las creadas entre distintos ámbitos de la administración pública para fijar los límites competenciales de cada una de ellas.
4. Aquellas establecidas en una norma legal para la adopción de determinados acuerdos con rango de Decreto cuya competencia está expresamente atribuida a dicha entidad. Entre ellas cabe mencionar las Comisiones Mixtas de fijación de precios mínimos o máximos de determinados productos.
5. Aquellas previstas en las normas constitucionales con el fin de adoptar decisiones de rango legal al modo de las Comisión Legislativa. Las más habituales son las creadas entre la Cámara baja y la Cámara alta en los sistemas bicamerales para la adopción de determinados acuerdos.

- Datos: Q8348544